# Malta ai Giochi della XVII Olimpiade
Malta partecipò ai Giochi della XVII Olimpiade che si sono svolti a Roma dal 25 agosto all'11 settembre 1960, con una delegazione di 10 atleti impegnati in quattro discipline per un totale di sei competizioni. Portabandiera alla cerimonia di apertura fu il sedicenne nuotatore Christopher Dowling.
Fu la quarta partecipazione di questo paese ai Giochi olimpici. Non furono conquistate medaglie.